# 질지 공성전
질지 공성전(郅支攻城戰)은 전한과 서흉노가 기원전 36년 현재의 카자흐스탄 탈라스강 유역의 질지성에서 싸운 사건이다. 이 싸움에서 서흉노 선우 질지골도후선우가 전사하고, 질지성은 함락되었다.

## 배경
기원전 56년, 흉노는 중부의 호한야선우·동부의 질지골도후선우(이하 질지선우)·서부의 윤진선우로 삼분되었다. 기원전 54년, 질지선우가 윤진선우를 멸망시키고 호한야선우도 무찌르고 선우정을 장악하자, 궁지에 몰린 호한야선우는 전한에 투항하기에 이른다. 원래 동쪽에 있던 질지선우가 나중에 서쪽으로 옮겨가기 때문에 질지선우의 세력을 서흉노, 호한야선우의 세력을 동흉노라고 한다.
동흉노와 서흉노 모두 전한에 선우의 아들을 입조시키고 공물을 바치는 등 전한과 우호를 맺기 위해 노력했으나, 이 경쟁은 이미 한나라에 신속한 동흉노가 유리했다. 이에 질지선우는 전한에 입조한 아들 구우리수를 귀국시키고, 호송한 전한의 사자 곡길을 살해해 전한과의 우호를 결딴냈고, 이후 전한과 동흉노의 연합 공격을 두려워해 서쪽으로 옮겨가서, 전한과 우호적인 오손을 치려는 강거와 연합해 오손을 몇 차례 쳤다. 그러나 강거와의 우호 관계도 오래가지 못해 파기하고, 오히려 강거의 귀인들을 학살하고 강거의 병력을 이용해 주변에서 세력 확장을 꾀했다. 그리고 강거의 백성들을 동원해 도뢰수 유역에 질지성을 지어 새 수도로 삼았다.
전한 조정에서는 곡길의 시체를 돌려받기 위해 세 차례 서흉노와 교섭했으나, 질지선우는 사자들을 모욕하고 도리어 서역도호에게 전한을 조롱하는 서신을 보냈다.
| “ | 곤궁한 곳에 있어서, 강한 한나라에 귀부하려는 계획이오니, 아들을 한나라 조정에 보내드리겠나이다. | ” |

이에 서역도호기도위 감연수와 부교위 진탕은 서흉노가 장차 전한의 서역 경영에 위협이 되리라고 여기고, 서흉노 공격 계획을 짜게 된다.

## 진탕의 출진
진탕은 흉노가 쇠뇌를 쓰는 농성전에 익숙하지 못하니 서역에서 둔전하는 한나라 병사와 오손의 도움을 받으면 질지성을 함락할 수 있을 것이라고 계획했고, 감연수도 이에 동의했다. 그런데 감연수가 조정에 주청하려 하고, 진탕은 조정은 원정에 반대할 것이라며 주청을 반대해 시간만 끌던 도중 감연수가 병들었다. 진탕은 조서를 위조해 서역의 성곽국가들과 거사무기교위(車師戊己校尉)와 둔전병을 동원했다. 감연수가 이를 알고 그만두게 하려 했으나, 진탕은 칼을 끼고 감연수를 협박해 자신을 따르게 했다. 세 부대를 따로 만들어 양위(揚威)·백호(白虎)·합기(合騎)교(校 - 부대의 단위)를 두고, 한나라와 서역 성곽국가의 병사를 합하니 총 4만여 명이었다. 감연수와 진탕은 조서를 위조한 것을 자백하고 병사의 정황을 보고하는 상소를 올렸다.
그리고 그날 바로 출진해, 군대를 여섯 교로 나누어, 세 교는 천산 남로를 따라 총령을 지나 대완으로 가게 하고, 세 교는 도호가 직접 지휘해 온숙국(溫宿國)에서 출발해 천산 북도로 가서 오손의 수도 적곡성을 지나 오손과 강거의 국경을 넘어 전지(闐池)의 서쪽에 이르렀다. 마침 강거의 부왕(副王) 포전(抱闐)이 적곡성을 약탈하고 대곤미 치하의 천여 명을 죽이거나 겁략하고 많은 가축을 몰아가고 있었는데, 그 후미가 한나라 군대와 마주쳤다. 진탕은 서역인들의 군대를 풀어서 포전의 군대를 쳤고, 460명을 죽이고 유괴된 사람 470명을 구해 대곤미에게 돌려보내는 한편 가축은 군량으로 썼다. 또 포전의 귀인 이노독(伊奴毒)을 사로잡았다.
강거의 동쪽 국경에 이르러서는 약탈을 금지하고 은밀하게 강거의 귀인 도묵(屠墨)과 접견해, 회유하고 맹약을 맺어 돌려보냈다. 선우성 60리에 못 미쳐 숙영하고 강거의 귀인 패색(貝色)과 그 아들 개모(開牟)를 사로잡았는데, 패색의 아들은 도묵의 외삼촌이었다. 모두 질지선우를 원망해, 질지선우의 정황을 상세히 알렸다.

## 조우
다음날, 전한 군은 행군해 선우성에서 30여리 못 미친 곳에 숙영했다. 질지선우는 사신을 보내 “한나라 병사가 어찌 왔는고?” 물었다. 전한에서는 옛날 질지선우가 서역도호에게 보낸 서신을 비꼬아 답했다.
| “ | 선우께서 글을 올리셔서 '곤궁한 곳에 있어서, 강한 한나라에 귀부하려는 계획이오니, 아들을 한나라 조정에 보내드리리이다.' 하셨습니다. 천자께서는 선우께서 대국을 버리시고 강거에서 뜻을 굽히고 계신 것을 슬프고 민망히 여기셔서, 도호장군 감연수를 보내 선우와 그 처자를 맞이하게 하신 것입니다. 그러나 좌우가 놀랄까봐 감히 성 아래에 이르지는 못했습니다. | ” |

질지선우는 여러 차례 사신을 보내 교섭했으나, 감연수와 진탕은 사신을 꾸짖었다.

## 전투
다음날, 한나라 군대는 질지성이 있는 도뢰수 가까지 와서 질지성 3리 밖에 진영을 쳤다.
질지성 위에는 오색 군기를 쳤고, 수백여 명은 갑옷을 입고 성에 올라서 수비하고, 백여 기는 성 아래를 왕래하고, 보병 백여 명은 문을 끼고 어린진을 치고 훈련을 했다. 성 위에서 싸움을 돋우는 소리를 내며 백여 기가 한나라 진영으로 달려갔으나, 한나라 진영의 쇠뇌를 당해내지 못하고 물러났다. 한나라 군은 성문의 기병과 보병을 쏘아, 성문의 기병과 보병도 성 안으로 들어갔다.
감연수와 장탕은 달아나는 흉노 군을 쫓아 질지성을 4면으로 포위했다. 각자 자리를 지키고, 참호를 파고, 문을 막고, 방패를 앞세우고 극과 쇠뇌가 뒤따라 성의 누각 위의 사람을 쏘니, 누각 위의 사람들은 아래로 달아났다. 질지성은 토성 밖에 나무 성이 있는 이중 구조로, 바깥의 나무 성에서 활을 쏴 포위군을 많이 죽거나 다치게 했다. 포위군은 나무 성에 불을 질렀다.
밤에 성에서 수백 기가 출전하자, 포위군은 활을 쏴 죽였다.

질지선우는 원래는 달아나려 했으나, 강거가 자신을 원망해서 한나라와 내통했을 것을 의심했고, 또 오손 등 서역 국가들이 함께 왔으므로 달아날 곳이 없다고 생각해, 나갔다가 돌아와서 말했다.
| “ | 굳게 지키는 것만 못하다. 한나라 병사는 멀리서 왔으니 오래 공격하지 못한다! | ” |

그러고는 친히 누각에 올라갔고, 연지와 부인들 10여 명은 포위군에 화살을 쐈다. 그러나 질지선우는 화살에 코를 맞았고, 부인들도 많이 죽었다. 질지선우는 내려와서 말을 타고 궁궐 근처에서 전전했다.
밤이 되자 나무 성이 뚫리고 포위군은 토성으로 들어왔다. 이때 강거의 기병 만여 명이 와서 10여 곳으로 나뉘어 성을 에워싸니, 흉노와 강거 병사는 호응해 한나라 포위군을 여러 번 들이쳤으나 이기지 못했다. 날이 밝아 사면으로 불이 오르니, 한나라 군대는 강거 군대를 쫓아냈고 강거 군대는 물러났다. 한나라 군대는 방패를 들고 4면에서 토성으로 들어왔다. 질지선우는 남녀 100여 명과 함께 궁궐로 달아났는데, 한나라 군대가 불을 놓고 다투어 들어왔다. 질지선우는 부상을 입어 죽었다. 군후가승 두훈이 선우의 머리를 베었고, 한나라 사절 곡길 등이 가져온 외교문서를 획득했다. 연지와 태자와 명왕 이하 1,518명의 머리를 베었고, 포로 145명을 잡았고, 1000여 명의 항복을 받았다. 노획물은 함께 종군한 서역 성곽국가의 열다섯 왕에게 주었다.

## 결과
겨울, 전한의 원정군이 질지선우의 머리를 베어 경사로 보내니, 전한 조정에서는 만이저(蠻夷邸 - 홍려의 객관, 즉 외국 사신의 숙소) 문에 내걸었다. 건소 4년(기원전 35년), 전한 원제는 질지선우를 죽인 것을 종묘에 고하고 제사를 드렸으며, 대사면을 행했다. 전한 조정에서는 황제의 조서를 위조한 감연수와 진탕의 공을 표창하느냐 아니냐를 두고 오랫동안 다투었으나, 종정 유향의 의견이 받아들여져 결국은 둘의 공적을 치하하는 것으로 마무리됐다. 경녕 원년(기원전 33년), 질지선우를 죽인 공로로 감연수를 열후에 봉했고, 진탕은 관내후에 봉했다. 진탕은 이후 행적에 문제가 있어 관내후를 박탈당했으나, 왕망에게 도움을 줬기 때문에 왕망이 집권한 이후 원시 5년(5년), 질지선우를 죽인 공로로 진탕의 아들 진빙이 열후에 봉해졌다. 그리고 이때 질지선우의 수급을 취한 두훈도 열후에 봉했다.
질지선우가 죽자, 이미 서흉노의 이동으로 인해 선우정을 회복해 그곳에 있던 호한야선우는 기뻐하면서도 두려워해, 경녕 원년(기원전 33년)에 입조하고 한나라의 사위가 되기를 청했다. 이에 왕소군이 호한야선우와 결혼하게 된다. 그리고 질지선우를 주살하고 호한야선우가 한나라에 순종하는 것을 기념해, 연호를 경녕으로 정했다.